# Pensée à deux fleurs
Viola biflora
Espèce
Classification phylogénétique
Statut de conservation UICN

 LC  : Préoccupation mineure
La Pensée à deux fleurs (Viola biflora) est une espèce de plantes à fleurs de la famille des Violacées. C'est une plante herbacée qui pousse en Europe, en Sibérie, en Asie centrale, en Corée et dans l'ouest de l'Amérique du nord.

## Description
Les fleurs de la Pensée à deux fleurs sont souvent groupées par deux.

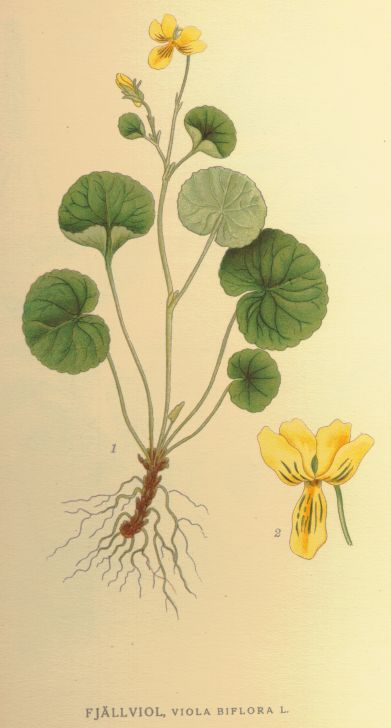
Viola biflora.

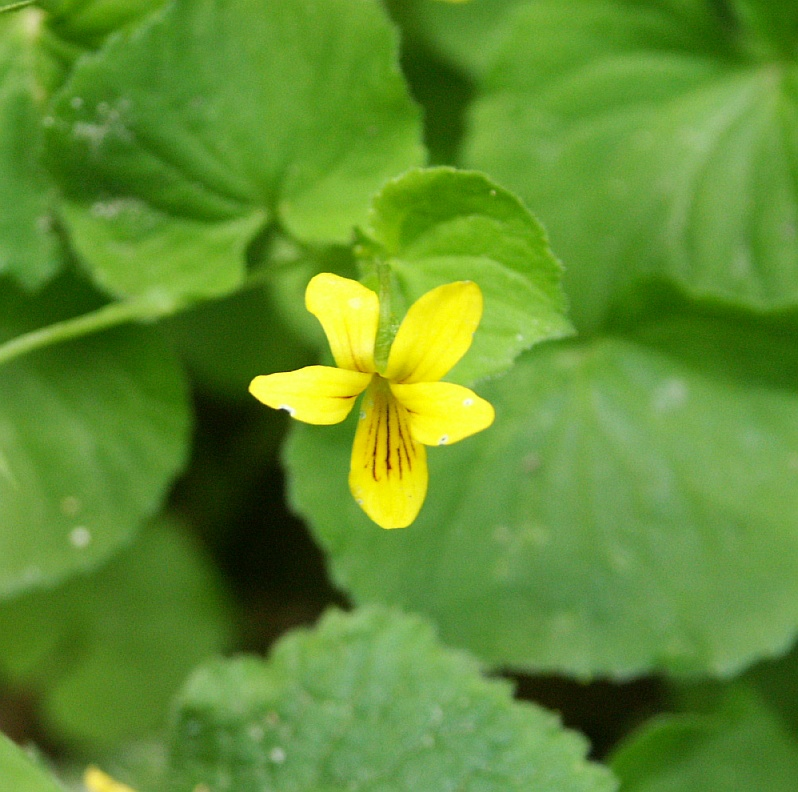
Viola biflora.

## Caractéristiques
Organes reproducteurs
- Type d'inflorescence : fleur solitaire latérale
- répartition des sexes : hermaphrodite
- Type de pollinisation : entomogame, autogame
- Période de floraison : juin-juillet

Graine
- Type de fruit : capsule
- Mode de dissémination : myrmécochore

Habitat et répartition
- Habitat type : sources laurasiennes neutrophiles
- Aire de répartition : arctico-alpin

Données d'après : Julve, Ph., 1998 ff. - Baseflor. Index botanique, écologique et chorologique de la flore de France. Version : 23 avril 2004. 